# 차옥혜
차옥혜(1945년 ~ )는 대한민국의 시인이다.

## 생애
1945년, 전주에서 아버지 차유황과 어머니 왕삼례의 일곱 자녀중 넷째로 태어났다. 1952년, 전주초등학교에 입학하였다.
글을 깨우치면서 책 읽기를 좋아하고 읽을 책이 없으면 국어책을 반복해서 소리 내어 읽다. 국어 과목과 글짓기를 잘하고 3학년 때부터 교내 웅변대회에서 계속 일등을 차지하였다. 1958년, 전주여자중학교에 입학하였다. 3년 동안 전라북도 내 초중고 학생과 일반 합동 각종 웅변대회에서 특등과 1등을 여러 번 하였다. 1959년, 교내 및 도내 초중고생 글짓기 대회에서 우수상을 받았다.
1960년, 대한적십자사 주최 전국 중고등학생 작품현상모집 작문부에 입선해 이 수필이 ≪삼남일보≫에 실리다. ≪전북일보≫에 단편소설을 몇 차례 나누어 발표하였다. 1961년, 전주여자중학교 졸업식에서 학생회장으로 공로상을, 문예 반장으로 기술 종목 특별활동 문예상을, 적십자 단장으로 청소년 적십자 봉사상을 받고, 졸업생 대표로 답사를 하였다. 1961년, 전주여자고등학교에 입학하였다. 대한적십자 전라북도지사 주최 제1회 청소년 적십자 백일장에서 산문부 장원을 하였다. 전주시 저축 장려 웅변대회에서 1등, 전라북도 인권 옹호 웅변 대회에서 3등을 하였다. 아버지가 지도하는 기독 학생 정신 운동 동아리 ‘사마리탄’ 모임에 참여하였다.
1962년, 대한적십자 전라북도지사 제7회 청소년 적십자 시화전에서 1등상을 받았다.
1964년, 전주여자고등학교 졸업식에서 학생회장과 청소년 적십자 단장으로 공로상을 받고, 졸업생 대표로 답사를 하였다. 같은 해, 경희대학교 영문과에 입학하였다. 세계적인 작가가 되고 싶다는 소박한 꿈으로 영문과를 택했으나 4년 내내 영어에 소질이 없어 번역된 세계 문학 전집을 읽기에 바빴다. 종종 경동교회에서 강원용 목사의 종교와 사회에 대한 강연을 들었다.
1968년, 경희대학을 졸업하고 박형규 목사의 추천으로 기독교연합회 총무 김관석 목사의 비서로 근무하면서 국제청소년교환학생회 간사 업무도 맡았다. 1969년, 기독교연합회를 사직하고 노동법 학자 임종률과 결혼하였다.
1971년, 첫째 아들 형택을 낳고, 1973년, 둘째 아들 경택을 낳았으며 1977년, 동생 차옥숭의 주선으로 시 원고 몇 편을 가지고 고은 선생을 처음 만났다.
1982년, 남편이 독일 대학에서 연구 생활을 하게 되어 가족과 함께 출국하기 직전 집에서 가스 폭발 사고가 발생, 남편이 중화상을 입고 사경을 헤맸다. 이로 인해 남편 없이도 독립된 인격으로 세상에 설 수 있어야 한다는 자각과 함께 일상에 매몰되었던 자아를 되찾고 다시 글을 쓰기 시작하였다. 두 달 후 독일에 도착해 처음 석 달은 보쿰에서 장학재단이 제공하는 주택에 살며 독일어 강의를 들었으며, 남편이 프랑크푸르트대학의 객원 교수가 됨에 따라 프랑크푸르트 인근으로 이사하여 대학에서 개설한 외국인을 위한 독일어 강좌를 수강하면서 세계 여러 나라에서 온 사람들을 만났다.
1983년, 뜻밖의 중병으로 두 번이나 독일 병원에 입원해 수술을 받았다.
1984년, 귀국해 문예진흥원 문예 교양 강좌를 수료하였다. 문예진흥원 주최 마로니에 주부 백일장 시부에 우수상으로 입선하였다. 같은 해, 고은 선생 추천과 김규동, 이근배 선생 심사로 ≪한국문학≫ 신인상에 당선되어 시인으로 등단하였다. 데뷔작은 ＜겨울나무＞와 ＜여인＞이다.
1986년, 첫 번째 시집 ≪깊고 먼 그 이름≫(민음사)을 출판하였다. 1987년, 두 번째 시집 서사시 ≪바람 바람꽃≫(일월서각)을 출판하였다. 1989년, 자연에서 식물 기르는 일을 작품 생활과 병행하기 시작하였다.
1990년, 세 번째 시집 ≪비로 오는 그 사람≫(청하)을 출판하였다. 1993년, 네 번째 시집 ≪발 아래 있는 하늘≫(문학세계사)을 출판하였다. 1994년, 시선집 ≪연기 오르는 마을에서≫(경원)를 출판하였다.
1995년, 동국대학교 문화예술대학원 문예창작과에 입학하였다. 1996년, 동국대학교 문화예술대학원 논문 현상 모집에서 유일한 당선작으로 뽑혔다. 1996년, 다섯 번째 시집 ≪흙바람 속으로≫(시와 시학사)를 출판하였다. 1997년, 경희문학상을 수상하였다. 1997년, 동국대 문화예술대학원 문예창작과를 졸업하고 석사 학위를 받았다. 석사논문은 ＜고은 시의 변모 양상에 관한 연구−60∼80년대를 중심으로＞이다.
2000년, 여섯 번째 시집 ≪아름다운 독≫(민음사)을 출판하였다. 2006년, 일곱 번째 시집 ≪위험한 향나무를 버릴 수 없다≫(시학)를 출판하였다. 2008년, 여덟 번째 시집 ≪허공에서 싹 트다≫(시문학사)를 출판하였다.
2010년, 아홉 번째 시집 ≪식물 글자로 시를 쓴다≫(시문학사)를 출판하였다. 2012년, 열 번째 시집 ≪날마다 되돌아가고 있는 고향은≫(시문학사)을 출판하였다. 2013년, 등단 이후 지금까지 9권의 시집에 시 648편의 시를 담고, 서사시 1권을 쓰고, 신문·잡지 등 간행물에 시 600여 편, 희곡 1편, 논문 1편, 다수의 수필을 발표하였다.